# Вальдо (футболист)
Вальмиро Лопес Роха (порт. Valmiro Lopes Rocha; 23 апреля 1981, род. Вильяблино, Испания), более известный как Вальдо (порт. Valdo) — кабо-вердианский и испанский футболист, полузащитник клуба «Пенья Спорт».

## Карьера
Вальдо родился в Вильяблино, Леон, в регионе Ласиана, куда его родители эмигрировали из Кабо-Верде, чтобы работать на угольных шахтах.
Он начал играть в футбол в любительском клубе «Посуэло» в Мадриде и оставался там в течение следующих семи лет.
В 2001 году «Реал Мадрид» обратил внимание на Вальмиро и подписал с ним контракт. Футболист стал игроком резервных команд «сливочных». В сезоне 2001/02 он стал игроком «Реал Мадрид Кастилья», а также в течение этого сезона, получил возможность участия в первой команде в Ла-Лиге, Копа-дель-Рей и играх Лиги чемпионов УЕФА, которую «Реал» выиграл в том сезоне.